# هانا سوکوپووا
هانا سوکوپووا (چکی: Hana Soukupová؛ زادهٔ ۱۸ دسامبر ۱۹۸۵) مانکن اهل جمهوری چک است.

## حرفه و فعالیت
سوکوپووا از سال ۱۹۹۸ به عنوان مدل در پراگ شروع به کار کرد. او اولین قرارداد مهم مدلینگ خود را در ۱۵ سالگی به عنوان چهره عطر «شیک» از برند کارولینا هررا امضا کرد. در سپتامبر ۲۰۰۴، سوکوپووا به عنوان یکی از نه مدل حاضر در جلد وگ آمریکا در شماره‌ای انتخاب شد که سوپرمدل‌های امروز را با سوپرمدل‌های دوران اوج دهه ۸۰ و ۹۰ مقایسه می‌کرد. سایر افراد شامل جیزل بوندچن، ناتالیا وودیانوا و کارولینا کورکووا بودند. مجلهٔ ونتی فر او را به عنوان مدل بعدی اروپای شرقی معرفی کرد که به احتمال زیاد او را مشهور می‌کند. علاوه بر این، او بیش از ۱۰۰ جلد مجله از جمله نسخه‌های متعدد بین‌المللی وُگ و جلد هارپرز بازار،  اِل و ماری کلر را در کارنامهٔ حرفه‌ای خود دارد. کارهای سوکوپووا را می‌توان در بیش از ۵۰۰۰ صفحه داستان مد سرمقاله و کمپین‌های تبلیغاتی مشاهده کرد. سوکوپووا با عکاسان مشهوری چون استیون مایسل، آنی لیبوویتز، پیتر لیندبرگ، نیک نایت، اینز و وینود، ماریو سورنتی، مرت و مارکوس، استیون کلاین، ماریو تستینو و پاتریک دمارچلی همکاری نزدیک داشته‌است.